# Goran Marinković
Goran Marinković (serbisch-kyrillisch: Гopaн Mapинкoвић; * 8. Januar 1979 in Subotica, Jugoslawien, heute Serbien) ist ein ehemaliger serbischer Fußballspieler.

## Karriere
Er verbrachte die meiste Zeit seiner Profilaufbahn bei Hajduk Kula. Dort spielte er insgesamt 5 Jahre und absolvierte insgesamt 114 Spiele für den Verein. Er stand auch fünf Jahre bei Spartak Subotica unter Vertrag. Im Sommer 2016 beendete er seine Spielerkarriere.